# 北国商城站
北国商城站是石家庄地铁1号线和2号线的地铁车站，是一个换乘站，位于中华人民共和国河北省石家庄市长安区与桥西区交界中山东路与建设大街交叉口，1号线车站于2017年6月26日开通，2号线车站于2020年8月26日开通。

## 车站结构
北国商城站为1号线与2号线换乘站，其中1号线车站沿中山东路东西向设置，为地下二层岛式站台车站，车站长299.85米，宽23.1米，车站地下一层为站厅层，地下二层为站台层，东侧设有一条单渡线。2号线车站沿建设北大街南北向设置，为地下三层岛式站台车站，车站车站长191.65米，宽23.3米，车站地下一层与地下二层为站厅层，地下三层为站台层，北侧设有一条单渡线。两线采用L型节点换乘，换乘节点连接1号线站台西侧与2号线站台南部。
同时，该站东北侧有1号线与2号线单线联络线，同时在车站东北侧设有商业开发区域。
|                   |  | █ 1号线往西王（平安大街） |
| 島式 · 開左邊车门 |  |                           |
|                   |  | █ 1号线往福泽（博物院）   |

|                   |  | █ 2号线往柳辛庄（长安公园） |
| 島式 · 開左邊车门 |  |                             |
|                   |  | █ 2号线往嘉华路（裕华路）   |

## 车站出口
北国商城站共有10个出入口，同时近C出入口设地下连通道通往北国商城，各出口及周围设施如下所示：
| 出口编号                                 | 照片 | 地点                                 | 可到达目的地                                                   |
| ---------------------------------------- | ---- | ------------------------------------ | -------------------------------------------------------------- |
| 出口 · A · 1 · 扶手电梯标志              |      | 中山东路（北侧），建设北大街（东侧） | 石家庄图书大厦，长安公园                                       |
| 出口 · A · 2 · 升降机标志 · 扶手电梯标志 |      | 中山东路（北侧），建设北大街（东侧） | 石家庄图书大厦，人民广场，新万宝商城                           |
| 出口 · A · 3 · 扶手电梯标志              |      | 中山东路（北侧），建设北大街（东侧） | 石家庄图书大厦，人民广场，新万宝商城                           |
| 出口 · B · 1 · 扶手电梯标志              |      | 中山东路（南侧），建设南大街（东侧） | 石家庄市第四医院，石家庄市人民政府，燕赵信息大楼               |
| 出口 · B · 2 · 扶手电梯标志              |      | 中山东路（南侧），建设南大街（东侧） | 石家庄市第四医院，新天地商城，中国邮政集团公司（河北省分公司） |
| 出口 · C · 1 · 扶手电梯标志              |      | 中山东路（南侧），建设南大街（西侧） | 北国商城，西美大厦，北人字街                                   |
| 出口 · C · 2 · 扶手电梯标志              |      | 中山东路（南侧），建设南大街（西侧） | 北国商城，新京大厦                                             |
| 出口 · D · 1 · 扶手电梯标志              |      | 中山东路（北侧），建设北大街（西侧） | 燕春饭店                                                       |
| 出口 · D · 2                             |      | 中山东路（北侧），建设北大街（西侧） | 燕华大厦                                                       |
| 出口 · D · 3 · 扶手电梯标志              |      | 中山东路（北侧），建设北大街（西侧） | 燕华大厦                                                       |
| 註： 設有 \| 設有扶手電梯                |      |                                      |                                                                |

## 接驳交通

### 公交车
- 北国商城：1路，2路，5路，6路，10路，30路，34路，36路，43路，51路，64路，68路，85路，89路，副89路，95路，131路，段家楼旅游专1路，西柏坡红色旅游专3路，西部长青假日旅游专线1路
- 北国商城北：2路，5路，10路，18路，43路，51路，64路，89路，106路，131路，519路，副89路，新乐专1路

## 历史
车站建设时期工程名为人民广场站，开通前确定以北国商城站作为车站正式名称。
- 2017年6月26日，1号线车站随1号线通车一同开通[1]。
- 2020年8月26日，2号线车站随2号线一期工程通车开通，车站成为换乘站[2]。
- 2021年1月9日，受新冠疫情影响，车站暂停运营[6]。2月19日，车站恢复运营[7]。
- 2022年8月28日，受新冠疫情影响，车站暂停运营[8]。9月6日，车站恢复运营[9]。